# Adaina obscura
Adaina obscura là một loài bướm đêm trong họ Pterophoridae. Loài bướm đêm này được tìm thấy ở Costa Rica. Con trưởng thành có sải cánh dài 12 mm. Cánh trước màu nâu xám, cánh sau và rìa màu nâu xám. Con trưởng thành bay vào tháng 7 trong năm. 